# فیلپیه مونیوز
فیلپیه مونیوز (به انگلیسی: Felipe Muñoz) (زادهٔ ۳ فوریهٔ ۱۹۵۱) شناگر اهل مکزیک است.